# Paracercion plagiosum
Paracercion plagiosum is een libellensoort uit de familie van de waterjuffers (Coenagrionidae).
De wetenschappelijke naam van de soort werd in 1930 gepubliceerd door James George Needham.

## Synoniemen
- Coenagrion striatum Bartenev, 1956